# Концлагеря в КНДР
Концентрационные лагеря в КНДР (кор. 조선민주주의인민공화국의 정치범수용소) — места, где содержатся уголовные и политические заключённые в КНДР.
Согласно многочисленным источникам, включая ООН, существует целая сеть таких концентрационных лагерей, в которых находится около 200 тысяч заключённых. Как утверждается в официальных докладах ООН, в этих лагерях используются рабский труд, систематические пытки и убийства заключённых.
Правительство КНДР категорически отвергает такие сообщения, называя их фабрикацией, подготовленной «южнокорейскими марионетками» и «правыми японскими реакционерами». В 2014 году КНДР признала существование в стране трудовых учреждений, но по-прежнему отрицает их тюремный характер.

## Особенности
В КНДР лагеря для уголовников называются «Центрами перевоспитания» (кор. 교화소 Кёхвасо), а лагеря для политических заключённых — «Центрами сосредоточения» (кор. 관리소 Кваллисо). Каждый лагерь имеет свой номер, однако зачастую называется не по номеру, а по названию уезда, в котором он расположен.
Андрей Ланьков пишет, что сегрегация между осуждёнными за уголовные и политические преступления соблюдается строго. Он пишет также, что политзаключённые направляются в лагеря двух типов: «районы действия постановления No.149» и «особые районы объектов диктатуры».
В «районы действия постановления No.149» с конца 1950-х годов выселяются нежелательные элементы. Статус этих людей является аналогом советских спецпереселенцев: в удостоверениях личности у них ставится соответствующая отметка, они обязаны периодически отмечаться в местном управлении общественной безопасности, без разрешения «органов» они не могут покинуть своего посёлка или пригласить кого-либо к себе, вынуждены заниматься преимущественно тяжёлой физической работой.
«Особые районы объектов диктатуры» — термин китайского происхождения. Режим, действующий в этих районах, значительно строже и близок к тюремному. По южнокорейским данным, в конце 1980-х в КНДР насчитывалось двенадцать таких районов, площадью от 50 до 250 км² каждый. Количество заключённых в них оценивалось примерно в 150 тыс. человек.
Руководителем службы безопасности, лагерей и тюрем до момента своего отстранения от власти был казнённый в декабре 2013 года Чан Сон Тхэк.
Как пишет французский исследователь тоталитаризма Пьер Ригуло, северокорейские концлагеря имеют следующие характеристики:
- Как в нацистской Германии и сталинском СССР, эти концлагеря являются органичной частью тоталитарной системы власти.
- Они являются составной частью международной коммунистической системы.
- Северокорейские лагеря находятся в азиатской культурной сфере и имеют сильное китайское влияние
- Они имеют также некоторые специфические особенности.

Как пишет Андрей Ланьков, заключённые отправляются в лагеря часто, а возможно и всегда во внесудебном порядке, срок пребывания в них не ограничен и зависит исключительно от произвола властей.
Международная правозащитная организация Human Rights Watch в отчёте за 2013 год пишет, что правительство КНДР практикует коллективные наказания, отправляя в лагеря не только осуждённых преступников, но и их родителей, супругов, детей и даже внуков.

## Оценки ООН
Комитет по правам человека ООН и правозащитные организации считают, что на 2013 год в этих лагерях содержалось около 200 тысяч заключённых. Они отмечает крайне жестокие и бесчеловечные условия в этих лагерях: острую нехватку продовольствия, практическое отсутствие медицинской помощи, надлежащего жилья и одежды, рабский труд, жестокое обращение и пытки со стороны охранников, изнасилования и казни заключённых. 11 марта 2013 года спецпредставитель ООН Марзуки Дарусман (Marzuki Darusman) представил доклад о ситуации с правами человека в КНДР. 
17 февраля 2014 года ООН опубликовала официальный доклад, посвящённый нарушениям прав человека в КНДР. Согласно докладу, в 4 больших лагерях содержится от 80 до 120 тысяч человек. Авторы доклада объёмом около 400 страниц обвинили власти и лично Ким Чен Ына в «невыразимых зверствах» в отношении заключённых. В аналогичном докладе в октябре 2014 года авторы сравнили ситуацию в северокорейских лагерях с преступлениями нацистского режима Германии в годы Второй мировой войны.

## Лагеря для политических заключённых
| Номер лагеря | Название | Оригинал названия | Провинция    | Количество заключённых (на 2010 год) |
| ------------ | -------- | ----------------- | ------------ | ------------------------------------ |
| 11           | Кёнсон   | 경성/鏡城         | Хамгён-Пукто | Лагерь закрыт                        |
| 12           | Онсон    | 온성/穏城         | Хамгён-Пукто | Лагерь закрыт                        |
| 13           | Чонсон   | 종성/鐘城         | Хамгён-Пукто | Лагерь закрыт                        |
| 14           | Кэчхон   | 개천/价川         | Пхёнан-Намдо | 50 000                               |
| 15           | Ёдок     | 요덕/耀徳         | Хамгён-Намдо | Лагерь закрыт                        |
| 16           | Хвасон   | 화성/化成         | Хамгён-Пукто | 20 000                               |
| 18           | Пукчхан  | 북창/北倉         | Пхёнан-Намдо | 10 000                               |
| 22           | Хверён   | 회령/會寧         | Хамгён-Пукто | 50 000                               |
| 25           | Чхонджин | 청진/清津         | Хамгён-Пукто | 5 000                                |
| 26           | Сынхори  | 승호리/勝湖里     | Пхеньян      | Лагерь закрыт                        |

## Официальная позиция КНДР
В интервью британскому телеканалу Sky News 31 января 2014 года посол КНДР в Великобритании Хен Хак Бон отверг обвинения в нарушении прав человека и в том, что в КНДР имеются трудовые лагеря, назвав эти обвинения пропагандой западных СМИ.

«У нас нет трудовых лагерей. В действительности у нас есть исправительные учреждения — места для перевоспитания. Но США, Япония и западные страны говорят, что у нас есть трудовые лагеря. Это неправда»

На вопрос журналиста Sky News о том, могут ли западные журналисты приехать в КНДР и самим поискать, есть там лагеря или нет, северокорейский дипломат ответил: «Раз у нас нет трудовых лагерей, то как мы можем позволить журналистам посетить то, чего нет?».
После публикации в начале октября 2014 года 372-страничного доклада ООН о нарушениях прав человека в КНДР, в том числе с упоминанием концлагерей, систематических пыток, убийств и голода, КНДР организовала в штаб-квартире ООН редкую встречу, открытую для дипломатов и СМИ, и отчиталась о ситуации с правами человека. На встрече, в частности, впервые было признано наличие в КНДР исправительных лагерей, но отрицался их тюремный характер.

### На английском языке
- Ali Lameda. A Personal Account of the Experience of a Prisoner of Conscience in the Democratic People's Republic of Korea. — Amnesty International, 1979.
- Soon Ok Lee. Eyes of the Tailless Animals: Prison Memoirs of a North Korean Woman. — Bartlesville, USA, 1999.

### На французском языке
- Kang Chol-Hwan. Les Aquariums de Pyongyang. — Paris: Robert Laffont, 2000.
- Hyok Kang. Ici c'est le paradis: une enfance en Corée du Nord. — Neuilly-sur-Seine: Michel Lafon, 2004.

### На корейском языке
- 강철환. 수용소의 노래. — 서울, 2005.
- 안혁. 요덕 리스트. — 서울: 천지미디어, 1995. — ISBN 8986144026.
- 강철환, 김용삼. 아! 요덕. — 서울: 월간조선사, 2005. — ISBN 6000183813.
- 리준하. 교화소 이야기. — 서울. — Т. 2008.
- 서동익. 인민이 사는 모습. — 서울, 1995.
- 안명철. 완전통제구역. — 서울, 2007.
- 이영국. 나는 김정일 경호원이었다. — 서울, 2004.
- 잊혀진 이름들. — 서울: 시대정신, 2008.